# Plešivica (Jastrebarsko)
Plešivica is een plaats in de gemeente Jastrebarsko in de Kroatische provincie Zagreb. De plaats telt 312 inwoners (2001).